# 레일웨이스 일러스트레이티드
레일웨이스 일러스트레이티드(Railways Illustrated)는 철도에 대해서 다루는 영국의 월간지이다. 철도 동호인을 대상으로 한 잡지로, 철도에 관한 뉴스, 투어 및 다양한 정보를 다룬다. 2003년 이언 앨런 퍼블리싱에서 창간하였으며, 2020년 모튼스 미디어 그룹이 인수하기 전까지는 키 퍼블리싱에서 발간했다.

## 역사
레일웨이 월드의 발행 부수가 발간 불가능 수준으로 감소했을 때 이언 앨런 퍼블리싱은 제목을 완전히 교체하기로 결정했다. 새 월간지는 처음에는 "레일웨이스"(Railways)라고 불릴 예정이었으나, 새 이름의 무거운 내용과 다른 잡지와의 이름 유사성을 감안해 레일웨이스 일러스트레이티드가 되었다. 타이틀의 로고는 프리랜서 디자이너인 앤드류 스태닐런드가 디자인했다. 새 편집자인 콜린 J. 마르스덴은 자신의 팀을 꾸리고 이전 팀의 두 멤버인 브라이언 모리슨과 존 화이트하우스만을 새 잡지로 옮겼다. 일정이 빡빡했기 때문에 레일웨이스 일러스트레이티드 팀은 레일웨이 월드의 마지막 두 호 제작에도 참여했다.
몇 년 후 편집권은 콜린 J. 마르스덴에서 핀 던으로 옮겨져 전체 편집 팀을 대체했다. 2012년 초, 이언 앨런 퍼블리싱은 모든 철도 잡지와 함께 잡지를 출판할 수 있는 권리를 키 퍼블리싱에게 팔았으며, 2020년 9월에는 모튼스 미디어 그룹에 매각되었다.